# Vicente Martín Sánchez Bragunde
Vicente Martín Sánchez Bragunde (Montevideo, 7 de desembre de 1979) és un futbolista internacional uruguaià que juga al Club América de Mèxic. Destaca també la seva participació en el Toluca i en el Schalke 04.
Amb la selecció de futbol de l'Uruguai va jugar un total de 31 partits, marcant 5 gols. Va participar en la Copa Amèrica de futbol 2004 i a la Copa Amèrica de futbol 2007. El seu primer partit amb la Celeste va ser contra la selecció de l'Equador el 7 de novembre de 2001.

## Palmarès

### Internacional
Uruguai
- Copa Amèrica de futbol 2004: Tercera posició.
- Copa Amèrica de futbol 2007: Quarta posició.